# Sarton, Pas-de-Calais
Sarton là một xã ở tỉnh Pas-de-Calais, vùng Hauts-de-France, Pháp.

## Địa lý
Sarton nằm bên hai bờ sông Authie, cự ly khoảng 23 dặm (37,0 km) về phía tây nam của Arras, tại giao lộ của các tuyến đường D1E và D938.

## Dân số
| 1962                                                         | 1968 | 1975 | 1982 | 1990 | 1999 | 2006 |
| ------------------------------------------------------------ | ---- | ---- | ---- | ---- | ---- | ---- |
| 237                                                          | 206  | 200  | 163  | 150  | 162  | 173  |
| Số liệu điều tra dân số từ năm 1962: Dân số không tính trùng |      |      |      |      |      |      |

## Địa điểm nổi bật
- Nhà thờ Notre-Dame, thế kỷ 16.